# Wayne Ough
Wayne Ough, född den 27 november 1978 i Werribee i Australien, är en australisk professionell basebollspelare som tog silver vid olympiska sommarspelen 2004 i Aten.
Ough draftades av New York Mets 2000 som 455:e spelare totalt och redan samma år gjorde han proffsdebut i Mets farmarklubbssystem, där han spelade till och med 2004. Han har även spelat i Australien.